# Никола Китанов
Никола Димитров Китанов е български революционер, деец на Вътрешната македоно-одринска революционна организация.

## Биография
Никола Китанов е роден в 1873 година в щипското село Танатарци, тогава в Османската империя, днес в Северна Македония. Влиза във ВМОРО и става четник на Ефрем Чучков, а по-късно и при Иван Бърлов. Участва в сражения при Припечани. Заловен от властите лежи три години в затвора.
Взима участие в Първата световна война със Седма рилска дивизия. След войната е тормозен от сръбските власти.
На 16 март 1943 година, като жител на Танатарци, подава молба за българска народна пенсия, която е одобрена и пенсията е отпусната от Министерския съвет на Царство България.